# Cộng hòa Xã hội chủ nghĩa Xô viết Moldavia
Cộng hòa Xã hội Chủ nghĩa Xô viết Moldavia (tiếng Moldova Slavơ / tiếng România: Република Советикэ Сочиалистэ Молдовеняскэ / Republica Sovietică Socialistă Moldovenească, tiếng Nga: Молда́вская Сове́тская Социалисти́ческая Респу́блика) là một trong mười lăm nước cộng hòa lập hiến của Liên Xô. Nó tồn tại từ năm 1940 đến 1941 và từ 1945 đến 1991.

## Lịch sử
Trước đó, ngày 12 tháng 10 năm 1924, Liên Xô đã thành lập Cộng hòa Xã hội chủ nghĩa tự trị Moldavia của Ukraina Xô viết giữa sông Dnister và Prut, cho quyền rộng để các dân tộc thiểu số România.
Với Hiệp ước Molotov-Ribbentrop giữa Liên Xô và Đức Quốc Xã, các vùng lãnh thổ của România ở phía đông sông Prut bị bỏ lại dưới quyền lực của Liên Xô. Vào ngày 2 tháng 8 năm 1940, thành lập Cộng hòa Xã hội Chủ nghĩa Xô viết Moldavia giữa sông Dniester và Prut, tách từ Ukraina Xô viết trong Liên Xô.
România đã liên minh với Đức Quốc xã vào mùa hè năm 1941 và tham gia vào cuộc xâm lược Liên Xô, được gọi là Chiến dịch Barbarossa, sáp nhập Moldova. Vào cuối Chiến tranh thế giới thứ hai, năm 1945, Liên Xô đã phục hồi Moldova và tổ chức lại Moldova Xô viết.
Tên chính thức của Moldova đã được đổi thành Cộng hòa Moldova vào ngày 23 tháng 5 năm năm 1991, và trở thành độc lập sau khi cuộc đảo chính đã cố gắng ở Liên Xô, vào ngày 27 tháng 8 năm 1991. Sau khi ý định ban đầu để thống nhất với Romania, anh đột phá ra cuộc nội chiến trong khu vực của Transnistria trong năm 1992, nơi có là một thiểu số lớn của Nga.

## Thành phần dân cư

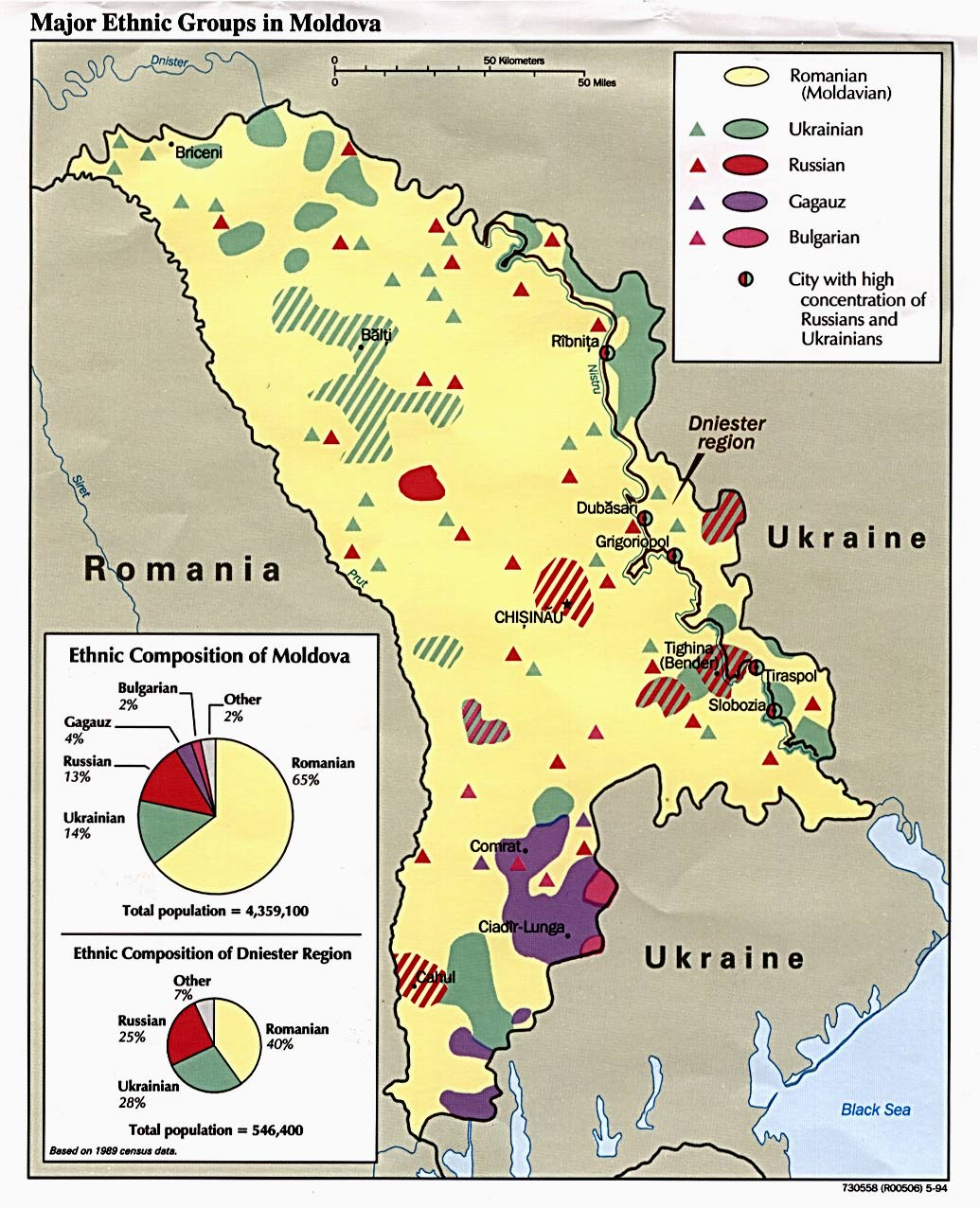
Phân bố nhóm dân cư vào năm 1989

Sắc tộc (ước tính năm 1989):
- Người Moldova: 64.5%
- Người Ukraina: 13.8%
- Người Nga: 13%
- Người Bulgaria: 2%
- Do Thái: 1.5%
- Gagauz và dân tộc khác: 5.2%

## Kinh tế
Mặc dù đây là nước cộng hòa đông dân nhất của Liên Xô, nền kinh tế của Moldova Xô viết chủ yếu dựa vào sản xuất nông nghiệp, đặc biệt là sản xuất trái cây. Khu vực duy nhất ở Moldova có sự hiện diện đáng chú ý của ngành công nghiệp là Transnistria , năm 1990 chiếm 40% GDP của Moldova và 90% sản lượng điện.